# أوتنباخ
أوتنباخ (بالألمانية: Ottenbach) هي بلدية ضمن مقاطعة أفولتن في كانتون زيورخ بسويسرا. تبلغ مساحتها 4.98 كيلومتر مربع وعدد سكانها 2569 نسمة (حسب إحصاءات ديسمبر 2017).